# Octavio Mondragón
Octavio Silverio Mondragón Guerra (Querétaro, México, 20 de junho 1908- México, D.F, 16 de novembro de 2002) foi um médico, militar e governador do estado mexicano de Querétaro de 1949 a 1955.

## Biografia
Ele nasceu na cidade de Queretaro em 20 de junho de 1908, na rua Huaracha, hoje Reforma. Seus pais eram Antonio Mondragon Juarez e Josefina Guerra Almanza. Eram cinco irmãos: ele (1908-2002), Salvador (1909-¿?), Manuel, José Antonio e Francisco, todos já mortos.
Octavio Mondragón em 1932 se graduou como médico cirurgião na Escola Médica Militar da Cidade do México. Nesse ano foi responsável do 34º Batalhão de Querétaro, em 1934 diretor da Enfermeria do Colegio Militar, e em 1936 diretor da faculdade de medicinas. Então conheceu o subsecretario de defesa, Manuel Ávila Camacho, que lhe deu a sua atenção pessoal.
Quando Ávila Camacho chegou a  presidência, nomeou Mondragón oficial maior da Secretaría de Assistência. Como subsecretario, represento o México na ONU para a formação da Organização Mundial da Saúde.
Em 1946 Mondragón foi diretor da Escola Médica Militar e foi eleito governador do estado de Querétaro em 1949.
Ele transformou o Colegio Civil na Universidade Autónoma de Querétaro em 1951, nomeando reitor Fernando Díaz Ramírez. A capital do estado foi melhorada com pavimento e iluminação ornamental, foram restauradas as tradicionais fontes coloniais, e inaugurado o novo palácio do geoverno e o monumento a bandeira. Se levou aos municípios próximos, eletricidade a Cadereyta, estrada asfaltada a Bernal e começou a construção das estradas perto das montanha. Foi realizado o cadastro e o código fiscal, atualizando o código penal e começou a abertura industrial.
Entregou o poder em 1955. Mas de doze anos depois, Octavio Mondragón iniciou a fundação do patronato universitário com um donativo pessoal. Em 1985 instituiu o Prêmio Alejandrina a la Investigación, nomeado assim em honra de sua esposa, Alejandrina Gaitán Cortés de Mondragón, mediante uma relação de confiança. Desde então a Universidade Autónoma de Querétaro entrega anualmente este prêmio, legado do doutor Mondragón, como estímulo a cultura e investigação científica.

## Falecimento
Ele morreu em 16 de Novembro de 2002, da insuficiência renal crónica no Sierra Fria casa 255 Lomas de Chapultepec Del. Miguel Hidalgo DF 4. Seus restos descansam no Panteão dos Homens Ilustres e Mulheres em Querétaro (Querétaro ilustres personagens)